# Chalaroderma
Chalaroderma is een geslacht van straalvinnige vissen uit de familie van naakte slijmvissen (Blenniidae). Het geslacht is voor het eerst wetenschappelijk beschreven in 1943 door Norman.

## Soorten
- Chalaroderma capito (Valenciennes, 1836)
- Chalaroderma ocellata (Gilchrist & Thompson, 1908)